# Carl Venth

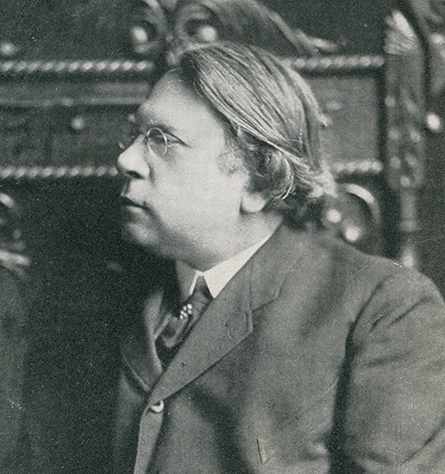
Carl Venth (etwa 1910)

Carl Venth (* 16. Februar 1860 in Köln; † 30. Januar 1938 in San Antonio, Texas) war ein US-amerikanischer Violinist, Komponist und Dirigent deutscher Herkunft. Von 1911 bis 1914 war er Chefdirigent des Dallas Symphony Orchestra.

## Leben
Venth wurde 1860 als Sohn des Geigers Carl Venth und dessen Frau Fredericka, geb. von Turkowitz, in Köln geboren. Sein Vater war David-Schüler und wirkte als Organist am Kölner Dom. Mit 16 Jahren begann er ein Violin- und Kompositionsstudium am Kölner Konservatorium (bei George Japha, Otto Klauwell und Ferdinand Hiller). 1878 studierte er bei Auguste Dupont und Henryk Wieniawski in Brüssel und wurde dann Konzertmeister am Flämischen Opernhaus in Brüssel. Ein Jahr darauf ging er auf Tournee in den Niederlanden und wechselte als Konzertmeister an die Opéra-Comique nach Paris.
1880 debütierte er mit Julie Rivé-King in Boston, Massachusetts. 1881 tourte er durch die USA. Danach wurde er bei den New Yorker Konzerten von Rudolph Bila Konzertmeister. Von 1884 bis 1888 war er unter Leopold Damrosch und  Anton Seidl an der Metropolitan Opera tätig. In Brooklyn begründete er eine Violinschule. Von 1889 bis 1897 leitete er das Seidl-Orchester und die Euterpe Orchestral Society. Außerdem verantwortete er das Brooklyn Symphony Orchestra und das Venth-Quartett. 1899 ehelichte er die norwegisch-stämmige Cathinka Finch. 1906 kurzzeitig Konzertmeister bei der St. Paul Symphonie kehrte er ein Jahr darauf nach New York zurück, wo er sich um das Venth-Trio kümmerte.
1908 verzog er nach Texas, wo er für drei Jahre die Violinabteilung des Kidd-Key College in Sherman leitete. 1912 leitete er den Männerchor Frohsinn sowie das Dallas Symphony Orchestra. Außerdem wurde er erster Dirigent des Fort Worth Symphony Orchestra. 1914 übernahm er die Leitung der School of Fine Arts des Texas Woman’s College in Fort Worth. Dort betreute er auch den Chorverein und war Präsident (später Ehrenmitglied) der Texas State Music Teachers’ Association. Während des Ersten Weltkriegs leitete er mehrere Bands in Camp Bowie und in Camp Travis. Außerdem war er Bandleader bei der 36. Infanterie-Division.
Von 1931 bis 1938 leitete er die Musikabteilung am Westmoreland College, das 1937 in University of San Antonio umbenannt wurde.
Er komponierte mehr als 100 Stücke.

## Überlieferung
Archivalien über Carl Venth befinden sich in der „Frances Marion Allen Collection“ der Tarrant County Archives in Fort Worth und im Dolph Briscoe Center for American History an der University of Texas in Austin.